# Бель-Агацький сільський округ
Бель-Ага́цький сільський округ (каз. Белағаш ауылдық округі, рос. Бель-Агачский сельский округ) — адміністративна одиниця у складі Бородуліхинського району Абайської області Казахстану. Адміністративний центр — село Бель-Агач.
Населення — 2169 осіб (2021; 2466 у 2009, 3295 у 1999, 4368 у 1989).
Станом на 1989 рік існували Бельагаська селищна рада (смт Бельагаш, село Бек-Кар'єр, селище Дюсекен) та Тукаєвська сільська рада (села Бековка, Васильєвка, Зенковка, Умурзак) з центром у селі Зенковка. Станом на 1999 рік існувала Бельагаська селищна адміністрація. Село Умурзак було ліквідоване 2018 року, село Бек-Кар'єр — 2019 року.

## Склад
До складу округу входять такі населені пункти:
| Населений пункт              | Старі назви | Населення, осіб (1989) | Населення, осіб (1999) | Населення, осіб (2009) | Населення, осіб (2021) |
| ---------------------------- | ----------- | ---------------------- | ---------------------- | ---------------------- | ---------------------- |
| Бековка, село                | -           | 182                    | 153                    | 122                    | 54                     |
| --Беккар'єр, село            | Бек-Кар'єр  | 332                    | 206                    | 88                     | 3                      |
| Бель-Агач, село              | Бельагаш    | 1551                   | 1249                   | 1033                   | 938                    |
| Васильєвка, село             | -           | 10                     | -                      | -                      | -                      |
| Дюсакен, станційне селище    | Дюсекен     | 196                    | 72                     | 64                     | 13                     |
| Зенковка, село               | -           | 1923                   | 1474                   | 1092                   | 1142                   |
| --Умурзак, село              | -           | 174                    | 75                     | 21                     | 2                      |
| Роз'їзд 41, станційне селище | -           | -                      | 66                     | 46                     | 17                     |